# Hugg
Hugg eller inhugg är en serv i spelet pärk, en sport som man kan se spelas på bland annat Stångaspelen på Gotland andra helgen i juli.
I bakpärk gör herrarna sina hugg åtta meter från framstickan på pärken (servrutan). I ungdoms- samt damklasserna hugger man från sju meter.
I frampärk hugger herrar från nio meter och damer från åtta meter.